# Gumboot (danse)

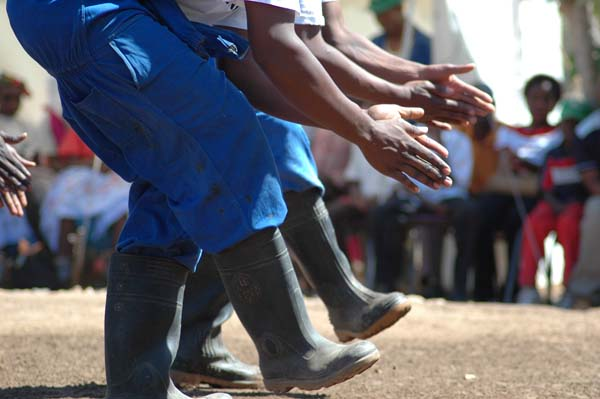
Personnes dansant le Gumboot

Le Gumboot (de l'anglais Gumboot, « botte de caoutchouc »), parfois nommé Gumboot dancing ou gumboot dance, est un type de danse africaine percussive se pratiquant à l'aide de bottes de caoutchouc. En général, les danseurs portent tous ce type de bottes et effectuent une chorégraphie sur un rythme de percussion et de chants.
De nos jours, pour les représentations, les bottes peuvent être embellies avec des petites clochettes qui tintent lorsque le danseur tape son pied sur le sol. Des bouchons peuvent être ajoutés autour de leur cheville pour ajouter un timbre différent aux sons produits en dansant. Mis à part leur côté esthétique, ces clochettes ou bouchons ont un sens plus profond. Ils rappellent le bruit des chaines qui retenaient les esclaves à leur poste de travail dans les mines d'or de l'Afrique du Sud.

## Historique
Cette danse prend son origine au début du XIXe siècle et se développe auprès des mineurs noirs d'Afrique du Sud durant le régime d'Apartheid instauré en 1948. Les conditions de travail dans les mines étaient pénibles : enchaînements, humidité, obscurité, interdiction de parler, etc. Dans ce contexte difficile, cette danse fut tout d'abord un mode de communication non-verbal, composé essentiellement de claquements entre les différents éléments situés à portée, bottes, chaînes, surface de l'eau, sol, etc. 
Elle prit par la suite un aspect revendicatif de la culture populaire et se répandit dans d'autres pays du continent africain. Considérée de nos jours à la fois comme danse traditionnelle et instrument de musique idiophone, sa dimension culturelle et politique est désormais connue à travers le monde.

## En musique
L'album Graceland du chanteur pop américain Paul Simon comporte un morceau intitulé Gumboots.